# 实际通用多播
实际通用多播（英語：Pragmatic General Multicast），简称PGM，它是一个可靠的多播协议，定义在IETF的RFC 3208中。
PGM提供了一种可靠、有顺序的包传输机制给多个包接收者，使其可以应用于多接收者的文件传输等场合。